# Anatoli Kașpirovski
Anatoli Mihailovici Kașpirovski (în ucraineană Анатолій Михайлович Кашпіровський, în rusă Анато́лий Миха́йлович Кашпиро́вский; n. 11 august 1939, în Hmelnițki, RSS Ucraineană, URSS) este un medic psihoterapeut rus de origine ucraineană, doctor în medicină, fost deputat în Duma de Stat a Rusiei, ”Maestru în Sport al URSS” în atletică grea.
Anatoli Kașpirovski este cunoscut mai ales ca un hipnotizor și vindecător controversat, care s-a bucurat de o popularitate mare în Uniunea Sovietică.

## Biografie
Născut în Hmelnițki, RSS Ucraineană, Kașpirovski a absolvit Institutul Medical din Vinnița în 1962. După aceasta el a lucrat 25 de ani ca a psihoterapeut într-un spital psihiatric.
El a devenit renumit în 1989, după ce a ținut o serie de ședințe cu pacienți, care erau difuzate la televiziune. Printre altele, s-a prezentat cum el elimina durerea de la doi pacienți care au rămas conștienți în timpul intervenției chirurgicale abdominale, el adresându-li-se lor prin teleconferință. Prima ședință a avut loc pe 9 octombrie 1989 la Canalul de televiziune central din URSS.
În 1993 Anatoli Kașpirovski a devenit deputat în Duma de Stat a Rusiei.

## Lucrări
- Морговский А. / Анатолий Кашпировский — вчера, сегодня, завтра… Arhivat în 14 ianuarie 2015, la Wayback Machine. — ЦК ЛКСМУ (МДС) «Молодь», Киев, 1990 — 50с.
- Встречи с доктором Кашпировским / ред. В. И. Максимов. — М.: Профиздат, 1990. — 128c. — (На грани фантастики). ISBN 5-255-00283-6, ISBN 978-5-255-00283-2
- Психотерапевтический и духовный феномен А. М. Кашпировского: Материалы 1-й Укр. науч.-практ. конф., Киев, 28-30 янв. 1991 г. / Междунар. центр психотерапии. — М.: Б. и., 1992. — 307с.
- Теоретические основы неспецифической групповой психотерапии / Междунар. центр психотерапии, 1992. — 57с.
- Групповая неспецифическая психотерапия: (Соц.-психол. и мед. аспекты) / Междунар. центр психотерапии и др. — М.: ТЕК Ltd, 1993. — 232с.